# Le Diable dans la bouteille
Pour le film, voir Le Diable en bouteille.
Ne doit pas être confondu avec Iron Man : Le Diable en bouteille.
Le Diable dans la bouteille (The Bottle Imp) est une nouvelle écrite par Robert Louis Stevenson, publiée en 1891.

## Historique
Le Diable dans la bouteille (The Bottle Imp titre parfois traduit en La Bouteille Diabolique ou La Bouteille endiablée) est une nouvelle écrite par Robert Louis Stevenson, publiée en février-mars 1891 dans le New York Herald puis dans le volume des Veillées des Îles en 1893.

## Résumé
Keawe, habitant de l'île d'Hawaï en voyage à San Francisco, déambule dans les rues de la ville, enviant les belles maisons et ses riches habitants. 
Le propriétaire d'une de ces maisons l'interpelle alors et lui explique que toute sa fortune lui vient d'une bouteille magique qu'il possède.
Cette bouteille contient un petit diable exauçant tous les souhaits de son détenteur.
Toutefois, sous peine d'être damné, ce dernier doit s'en séparer impérativement avant de mourir.
Et la seule manière de se débarrasser de cette bouteille diabolique, c'est de la vendre à un prix inférieur à celui que l'on a déboursé pour l'acquérir.
Keawe achète la bouteille pour cinquante dollars.
Son souhait d'avoir une belle maison se réalise dès son retour à Hawaï, où il apprend qu'il hérite d'un riche cousin.
Quelque peu effrayé par le  pouvoir de la bouteille, il est bien soulagé de la céder à un ami.
Il mène dès lors une vie heureuse et sans souci dont l'apothéose est sa rencontre avec la belle Kokua qui accepte de devenir sa femme.
Tous ses espoirs s'effondrent lorsque Keawe découvre qu'il a contracté la lèpre. 
Il se lance alors à la recherche de la bouteille endiablée, seule capable de guérir sa maladie. Mais en passant de propriétaire en propriétaire, la bouteille ne vaut désormais plus que 5 cent. C'est alors que sa femme l'apprend, et pour lui éviter l'enfer, achète la bouteille. Son mari, désespéré, demande alors à un marin d'acheter la bouteille pour la lui revendre. Mais le marin refuse de la revendre malgré la perspective d'un enfer éternel. Keawe part alors retrouver sa femme, enfin libre.

## Éditions en anglais
- The Bottle Imp, en feuilleton dans le New York Herald en février-mars 1891.
- The Bottle Imp, en feuilleton dans le magazine Black and Withe en mars-avril 1891.
- The Bottle Imp, dans Island Nights' Entertainments  chez Cassel and Company, 1893

## Traductions en français
- Le Diable dans la bouteille, traduit par Charles-Albert Reichen, Marabout Fantastique, 1970.
- La Bouteille Diabolique, traduit par Jean Arbuleau, Famot, coll. « Les Chefs-d'oeuvre du mystère et du fantastique », 1974.
- La Bouteille endiablée, traduit par Pierre Leyris, 10/18, 1976.
- Le Diable dans la bouteille, traduit par Mathieu Duplay chez Gallimard, coll. « Bibliothèque de la Pléiade », 2018.

## Adaptations
- The Bottle Imp, film muet réalisé in 1917 par Charles Maigne.
- Le Diable en bouteille, film franco-allemand réalisé par Heinz Hilpert et Reinhart Steinbicker et sorti en 1935.

## Liens
- (en) Cet article est partiellement ou en totalité issu de l’article de Wikipédia en anglais intitulé « The Bottle Imp » (voir la liste des auteurs).
- (en) The Bottle Imp sur Wikisource